# Viktor Shapovalov
Pour les articles homonymes, voir Chapovalov.

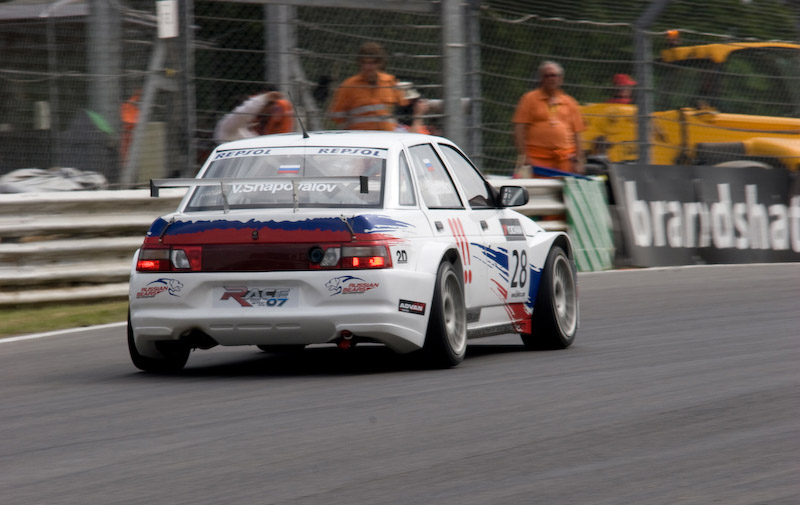
Viktor Shapovalov dans une Lada 110 en WTCC, en 2008

Viktor Shapovalov (en russe : Шаповалов, Виктор Александрович, Viktor Aleksandrovitch Chapovalov ; né le 4 mars 1965 à Sterlitamak) est un pilote automobile russe. Il a participé à de nombreuses courses de WTCC et a fondé, en 2007, l'équipe Russian Bears Motorsport (en) qu'il dirige encore aujourd'hui.